# Delphinium leiophyllum
Delphinium leiophyllum är en ranunkelväxtart som först beskrevs av Wen Tsai Wang, och fick sitt nu gällande namn av Wen Tsai Wang. Delphinium leiophyllum ingår i släktet storriddarsporrar, och familjen ranunkelväxter. Inga underarter finns listade i Catalogue of Life.